# Кір'ят-Бялік
Кір'ят-Бялік (івр. קריית ביאליק) — місто в Ізраїлі в Хайфському окрузі.
Один з передмість Хайфи. Заснований в 1934 році в долині Звулун на північний схід від Хайфи вихідцями з Німеччини. У 1976 році отримав статус міста. Площа - близько 8,176 дунамів (817,6 га).
У місті є 38 дитячих садків, 6 початкових шкіл, 2 школи проміжної ступені.
У промисловій зоні Кирьят-Бялика розташовані понад 600 підприємств.
Названий на честь поета Хаїма Нахмана Бялика.

## Населення
За даними Центрального статистичного бюро Ізраїлю, населення на 2018 рік становить 39 927 осіб.